# ГУМ

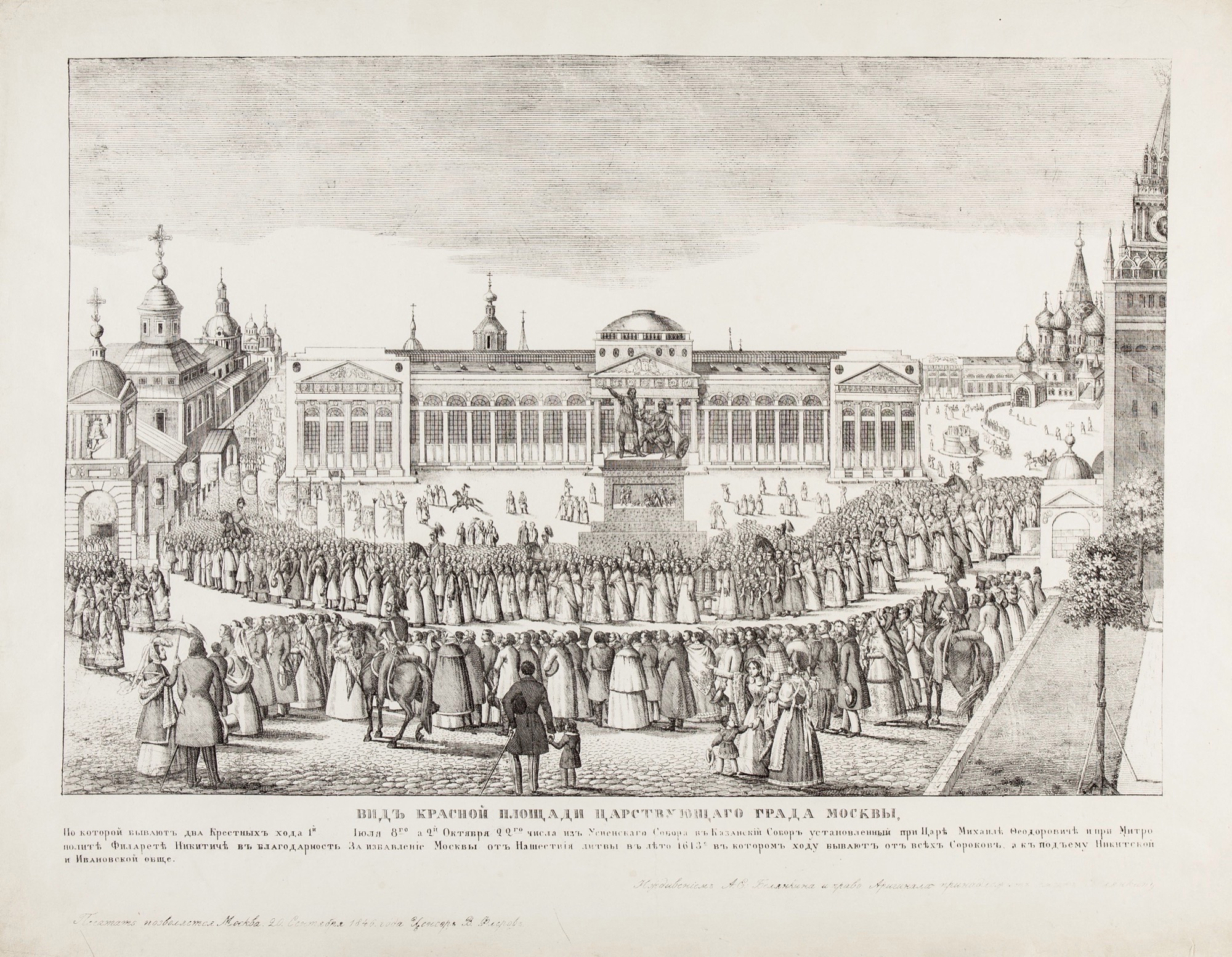
Совершение Крестного хода на Красной площади. Вид на Торговые ряды проекта Бове

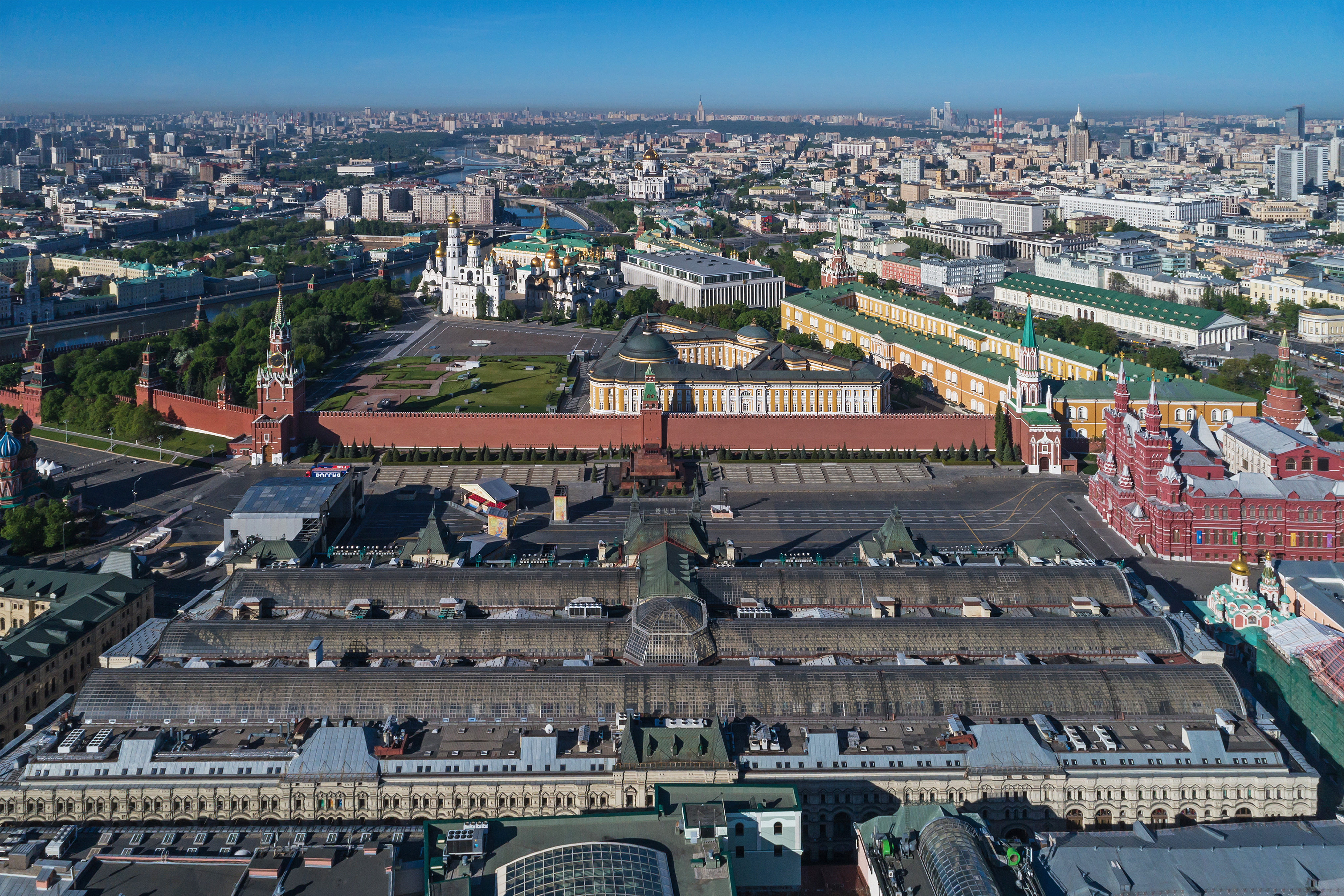
Аэрофотосъёмка со стороны Китай-города. На переднем плане — ГУМ, сзади — Красная площадь и Кремль

ГУМ (аббревиатура от «Государственный универсальный магазин», до 1921 года — Верхние торговые ряды) — крупный торговый комплекс (универсальный магазин) в центре Москвы, который занимает местность Китай-города и выходит главным фасадом на Красную площадь. Позиционирует себя как главный универсальный магазин страны и целый торговый квартал.
Здание, построенное в 1893 году в русском стиле, является памятником архитектуры федерального значения и находится в федеральной собственности.
Находится в аренде у компании Михаила Куснировича Bosco di Ciliegi до 2059 года.

## История
Предположительно на этом месте с XVI века располагался Великий посад, где велась торговля. На месте обветшавших лавок XVIII века при Екатерине II началось проектирование грандиозного торгового центра в стиле классицизм. Проект разработал сам Кваренги, но строительство велось городскими архитекторами наспех и до конца доведено не было. После пожара 1812 года торговые ряды перестроил другой мастер классицизма, Осип Бове.
Здание было расположено в квартале между Красной площадью и Ветошным проездом по радиусу: как свидетельствуют документы того времени, длина фасада, выходившего на Красную площадь, составляла 116 сажен, а выходившего на Ветошный проезд — 122 сажени.
Здание Верхних торговых рядов быстро обветшало и морально устарело. Уже в 1869 году московский генерал-губернатор потребовал от городской думы рассмотреть вопрос о реконструкции торгового комплекса. Владельцы лавок, не желавшие стороннего вмешательства в их дела, выступили со встречной инициативой: они создали собственную комиссию по перестройке рядов. В течение 20 лет представители лавковладельцев вели безрезультатные переговоры с городским самоуправлением. С одной стороны, торговый комплекс состоял из более чем 600 отдельных владений, находившихся в собственности более чем 500 лиц; согласование интересов этой массы собственников было затруднительным. С другой стороны, лавковладельцы надеялись выторговать у города какие-либо преференции. В частности, одной из их идей было бесплатное предоставление городом полосы земли, отрезаемой от Красной площади, для расширения проходов между рядами; город категорически не соглашался с таким требованием. В 1880 году городская дума, отчаявшись в успехе переговоров, ходатайствовала перед правительством о создании акционерного общества для перестройки рядов, участие в котором было бы обязательным для лавковладельцев. Но и эта инициатива не нашла достаточной поддержки и заглохла.
В 1886 году новый московский городской голова Н. А. Алексеев сумел достичь определённого успеха: на собрании лавковладельцев он добился согласия их большинства на создание акционерного общества, избранный ими комитет составил и опубликовал проект устава общества. Однако и после этого дело не сдвинулось с места. Городская управа на этот раз решила не отступать, и в том же 1886 году закрыла Верхние торговые ряды под предлогом их аварийности. Лавки были перемещены во временные здания на Красной площади. Упадок торговли вследствие этих событий оказался настолько сильным, что лавковладельцы наконец решились приступить к реконструкции.
В 1888 году был утверждён устав «Акционерного общества Верхних торговых рядов на Красной площади в Москве». Акционерное общество располагало акционерным и облигационным капиталом. Акционерный капитал состоял из участка земли, занятого старыми Верхними торговыми рядами. Лавковладельцы вносили в акционерный капитал свои строения и участки под ними, а акции распределялись между ними пропорционально доходу от существующей недвижимости. Не желавшие участвовать в создаваемом обществе могли требовать выкупа их имущества, кроме того, московское городское самоуправление получило право принудительного отчуждения недвижимых имуществ у тех, кто вообще не желал от него отказываться. Устав предоставлял обществу существенные льготы: имущество переходило обществу без уплаты крепостных пошлин, а имущественные права признавались за существующими владельцами по самому факту текущего владения, без требования купчих (у многих за давностью лет владельческие документы были утеряны). Общий размер акционерного капитала (представлявший собой, по существу, оценку земельного участка) составил 9,4 млн рублей. Само же строительство финансировалось за счет облигационного капитала, для чего были выпущены 5%-е облигации общим номиналом в 5 млн рублей, подлежавшие погашению в течение 90 лет. Для того, чтобы Общество было признано открытым, требовалось получить заявление о вступлении в общество от двух третей владельцев, что и произошло в августе 1888 года. Правление общества возглавил промышленник А. Г. Кольчугин.
В ноябре 1888 года был объявлен закрытый архитектурный конкурс, на который поступило 23 проекта; одним из условий конкурса было соответствие облика нового зданий стилистике других построек Красной площади. Первую премию (6000 руб.) получил А. Н. Померанцев, вторую (3000 руб.) — Р. И. Клейн, третью (2000 руб.) — А. Е. Вебер. Большинство конкурсных проектов и все премированные отличались большим сходством и в объемно-планировочных решениях, и в стилистике.

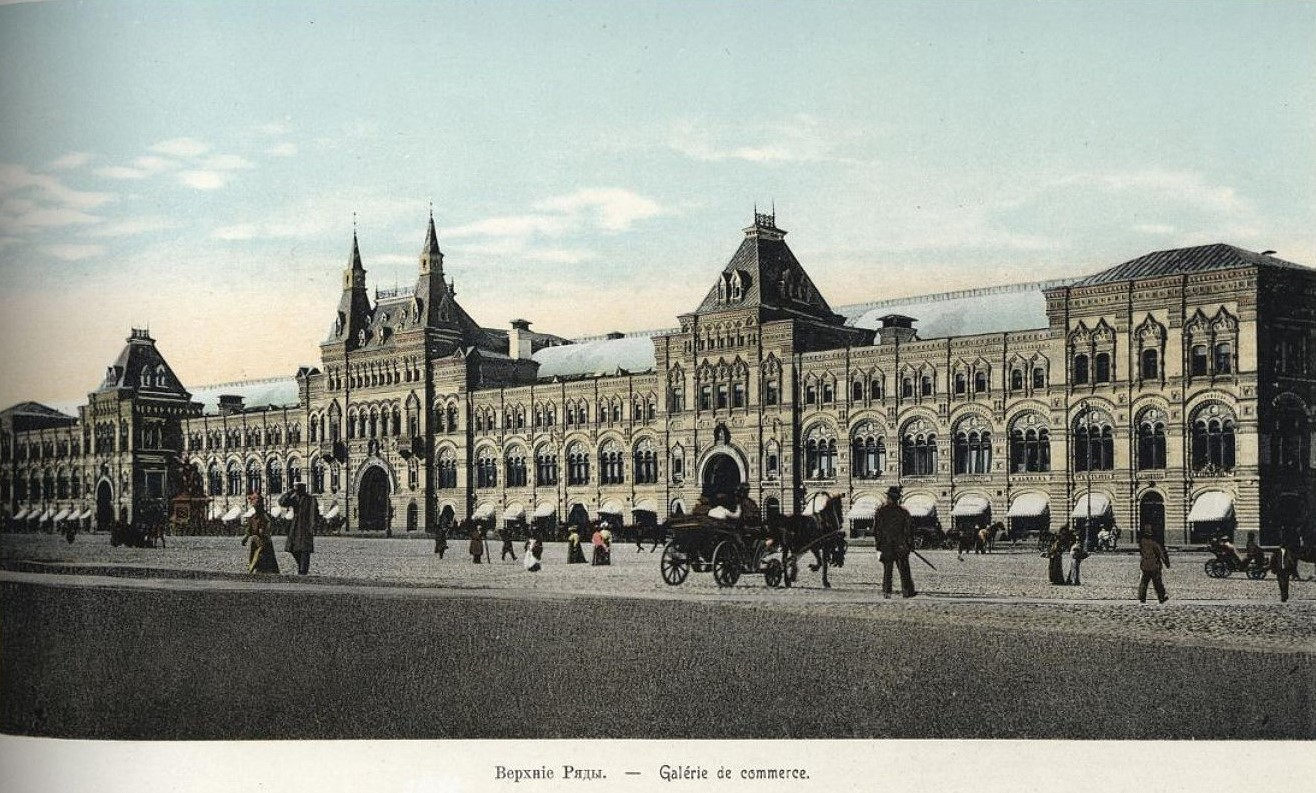
Новые Верхние торговые ряды. Открытка 1891—1908 гг.

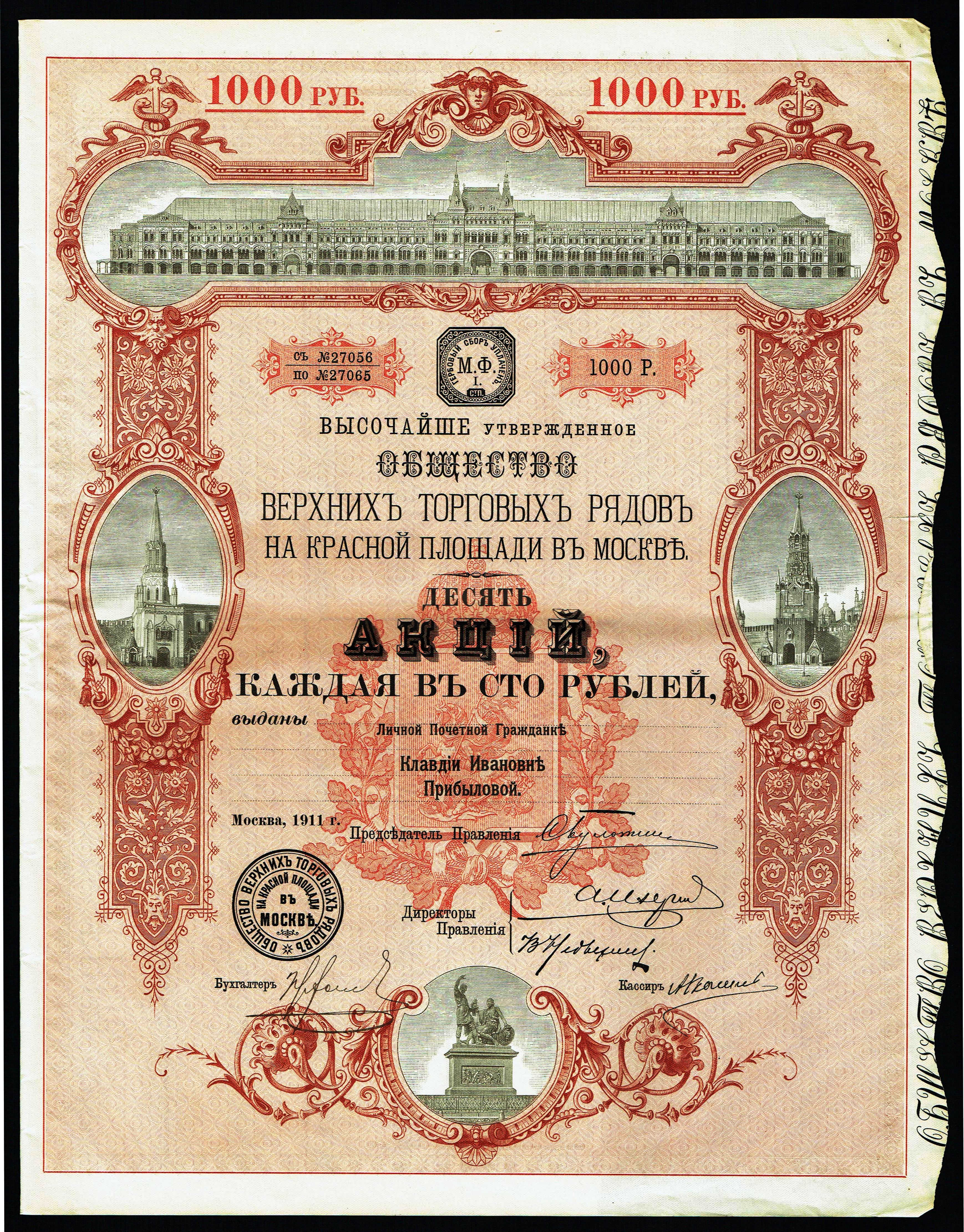
Москва, 1911, 10 акций в 100 руб, выдано на имя «личной почётной гражданки Клавдии Ивановны Прибыловой»

Разборку старого здания начали осенью 1888 года, через год приступили к сооружению фундаментов, а официальная церемония закладки нового здания состоялась 21 мая 1890 года. Максимальной интенсивности строительные работы достигли в 1891 году, когда на постройке было одновременно задействовано до 3000 рабочих. С конца 1891 года для торговли начали открывать отдельные части комплекса, торжественное открытие торговых рядов состоялось 2 декабря 1893 года. Однако отделочные работы в некоторых помещениях продолжались вплоть до 1896 года.
В 1923 году в здании открылся Государственный универсальный магазин (ГУМ), состоявший в ведении Наркомторга РСФСР.
В 1934—1936 проводился конкурс проектов строительства высотки Наркомтяжпрома. Некоторые из них предусматривали снос ГУМа вместе с большей частью соседней застройки. Но победил другой проект — строительства высотки на месте Зарядья.
В 1952—1953 годах провели реставрацию здания и в 1953 году в нём вновь открылся Государственный универсальный магазин. В 1970-х годах была начата ещё одна реставрация здания, которую завершили к 1985 году.
В 1990 году магазин был акционирован, а в 1992 году — приватизирован. Несмотря на то, что магазин перестал быть государственным, название «ГУМ» сохранено и используется наряду со старым названием — «Верхние торговые ряды».
В 1997—2001 годах были проведены фрагментарные реставрационные работы на фасадах, в вестибюлях, отдельных торговых помещениях здания, которые выполнили по проекту архитектора-реставратора М. Б. Канаева и под научным руководством Г. В. Мудрова. В ходе первого этапа реставрации здание иллюминировали линиями электрических лампочек, подчёркивающих архитектурные элементы фасада и силуэт постройки.
В 2004 году контрольный пакет акций ОАО «Торговый дом ГУМ» был приобретён российской компанией розничной торговли Bosco di Ciliegi, что инициировало процесс формирования архитектурной команды для реконструкции здания с целью возвращения его целостности и адаптации к современным условиям использования. Основную концепцию реконструкции разработал итальянский архитектор Микеле Де Лукка, а практическую реализацию осуществил российский архитектор-реставратор П. В. Камышников.
В 2005 году были реализованы новые входные группы, а также начата работа над концепцией фасадов, витражей и остеклений, включая разработку праздничного освещения. 
В 2007 году была проведена третья реконструкция фонтана, в ходе которой архитекторы приняли решение сохранить облик фонтана 1953 года, использовав при этом качественные материалы, такие как натуральная бронза для центральной чаши и два сорта мрамора – Россо Верона и Россо Аликанте.
В 2008 году был восстановлен Гастроном №1 на третьей линии ГУМа, который ранее располагался на первой линии. Проект сочетал элементы советской эпохи с современным форматом XXI века.
В 2012 году на подвальном этаже между первой и третьей линиями ГУМа, около входов со стороны Никольской улицы, была открыта историческая общественная уборная с воссозданным по архивам дореволюционных чертежей оформлением интерьеров.
К 120-летию ГУМа в 2013 году была осуществлена реконструкция концепции галерейного освещения, вдохновлённая дизайном 1953 года. Оригинальные светильники не сохранились, поэтому воссоздание проводилось на основе архивных фотографий и включало выполнение ручного чертежа, преобразование модели в 3D-формат и отливку в бронзе с использованием современных технологий и стекла.
Здание находится в аренде до 2059 года у Bosco di Ciliegi. 
В 2014 году аренда здания ГУМа продлена без конкурса, величина платы и название проведшей оценку фирмы неизвестны. Эксперты Swiss Appraisal считали, что при рыночной оценке как объекта торговой недвижимости плата должна была составлять порядка 50 миллионов долларов в год. В 2017 году Счётная палата России выяснила, что ГУМ не платил за аренду земли под зданием за 2016 год, так как договор по земле не был заключен.

## Архитектура и оформление

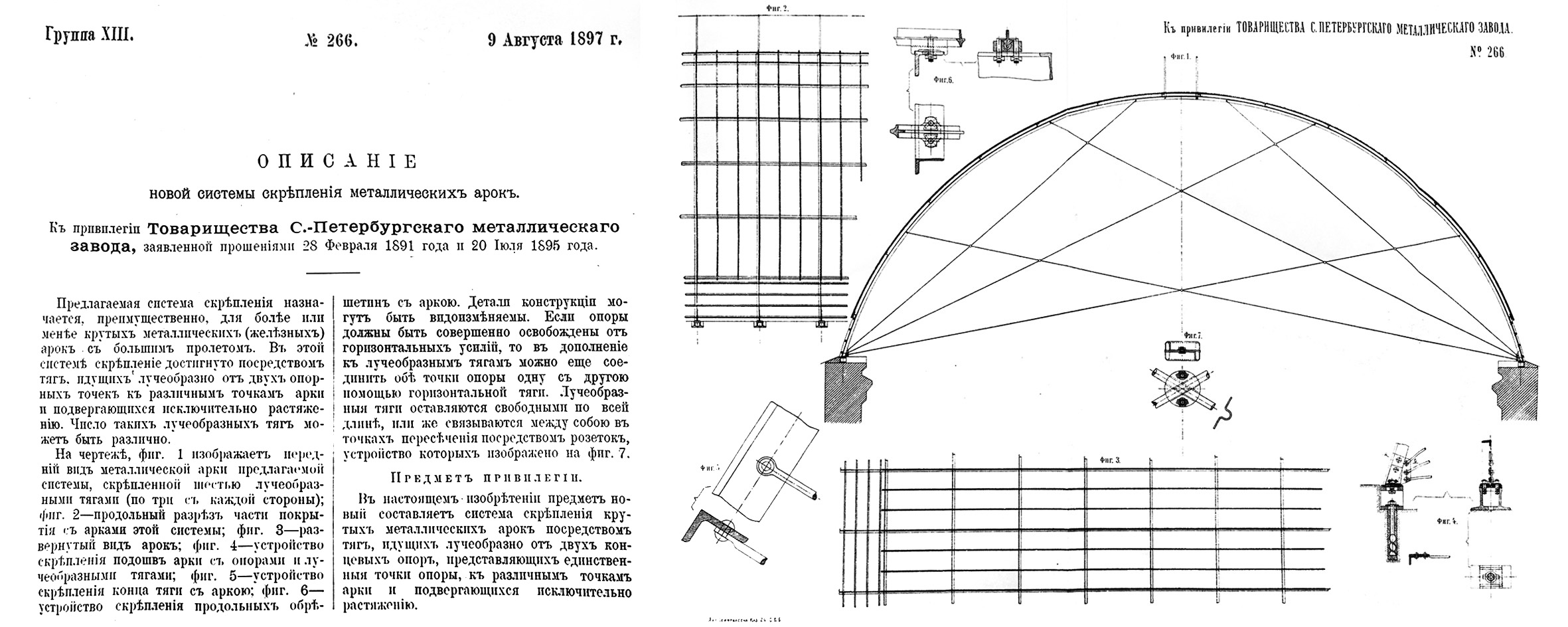
Описание новой системы скрепления металлических арок к привилегии Товарищества С.-Петербургского Металлического завода № 266 от 9 августа 1897 года

Комплекс зданий Верхних торговых рядов построен по проекту архитектора А. Н. Померанцева при участии архитектора П. П. Щёкотова. Основной корпус сооружён в виде системы из трёх пассажей пролётом 14—16 м, которые соединены между собой тремя поперечными линиями. Также в здании устроены три вместительных зала. Железобетонные мосты-переходы в пассажах спроектированы при участии инженера А. Ф. Лолейта. Световые покрытия пассажей были изготовлены Санкт-Петербургским Металлическим заводом с применением инновационной системы скрепления арочных стропил лучевыми затяжками, изобретённой директором завода инженером Отто Крелем. Мнение о причастности к постройке рядов инженера В. Г. Шухова, как показали исследования И.Е. Печёнкина и Д.М. Ковалёвой, является ошибочным и относится к разряду городских легенд. Оригинальность изобретения, сделанного О. Крелем специально для покрытий Верхних торговых рядов, была отмечена современниками и официально запатентована заводом. Привилегия на «Новую систему скрепления металлических арок» действовала до 1912 года. Впоследствии эта система была успешно применена заводчанами в здании Машинного отдела на Всероссийской выставке в Нижнем Новгороде в 1896 году, с усовершенствованиями, вызванными значительно большей величиной перекрываемого пролёта. Кроме того, в 1906 году система была использована компанией «Артур Коппель» для перекрытия двух линий Петровского пассажа.
Архитектура Верхних торговых рядов выдержана в русском стиле, элементы декора заимствованы у русских памятников эпохи узорочья XVII века, а сдвоенные башенки над главным входом созвучны завершению башен Кремля и соседнего здания Исторического музея. Главный фасад основного корпуса рядов вытянут параллельно Кремлёвской стене, главный вход в ряды был устроен с Красной площади. Задняя часть основного корпуса выходит на Ветошный переулок, где стоит ещё один самостоятельный корпус рядов.
Во внешней отделке использован финский гранит, тарусский мрамор, песчаник.

## Галерея

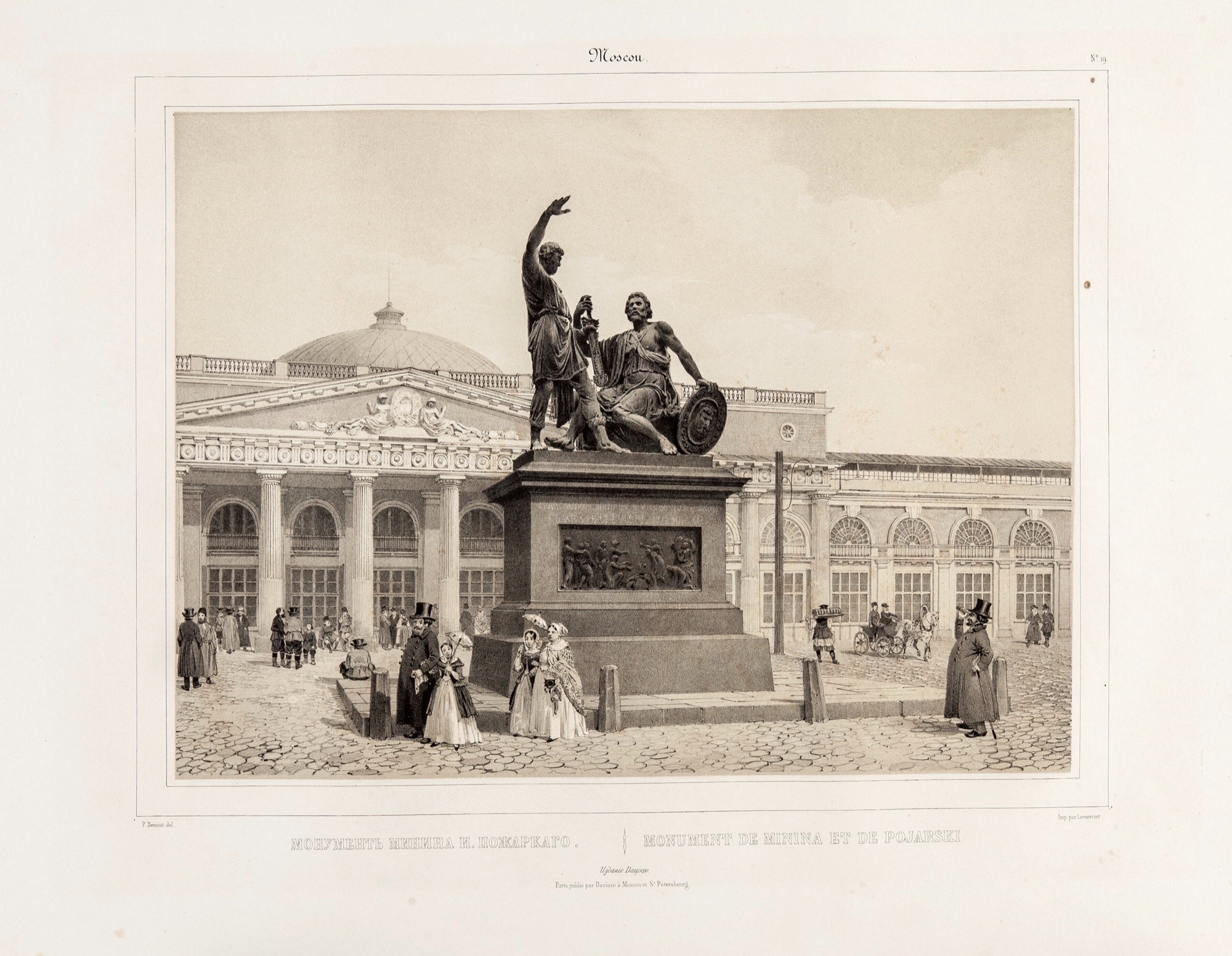
Вид на памятник Минину и Пожарскому и фасад Торговых рядов проекта Бове, 1850-е
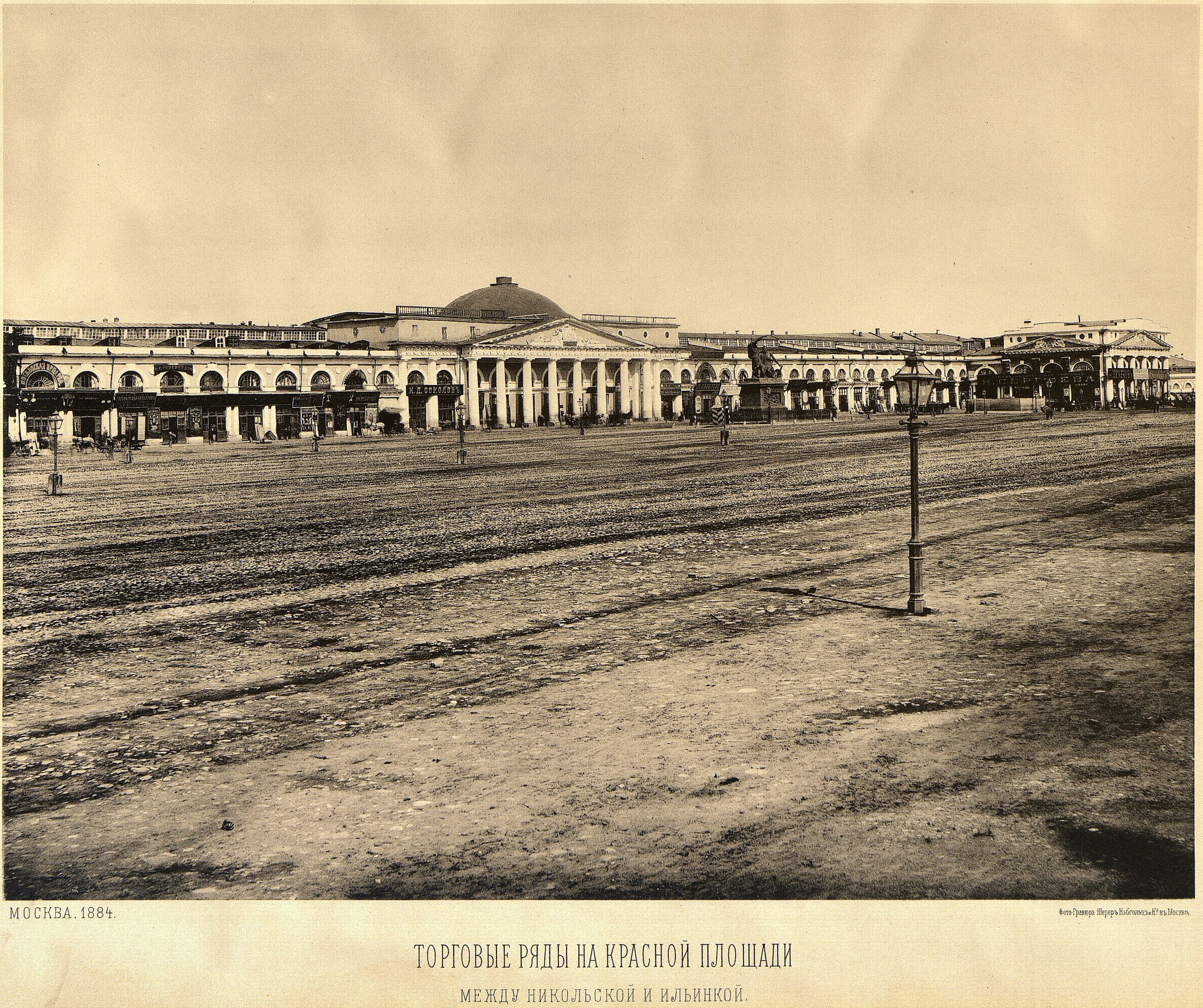
Красная площадь. Старые Верхние торговые ряды в 1884
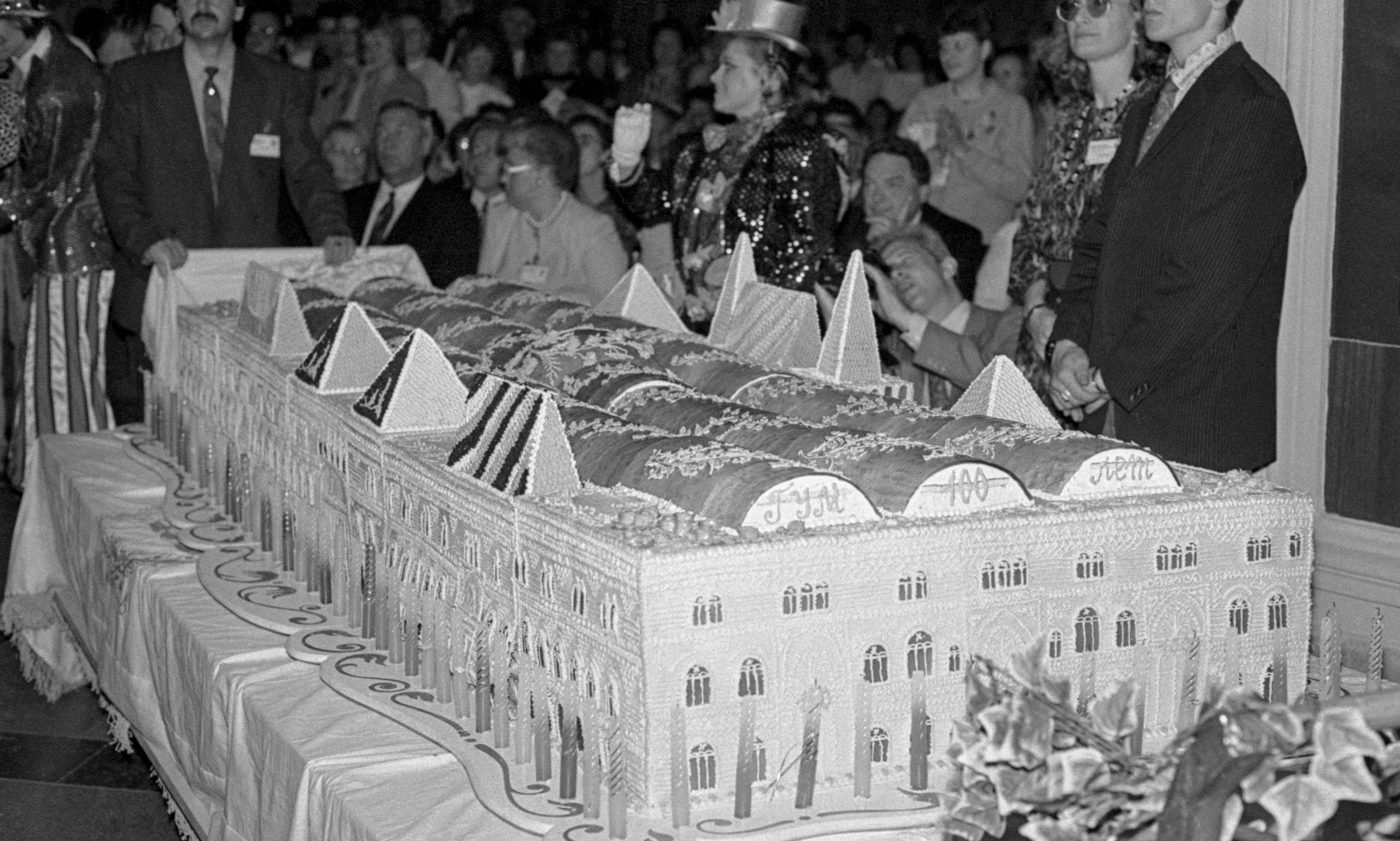
Торт к столетию ГУМа, Москва, 06 июня 1993 года, автор фото: Лев Медведев
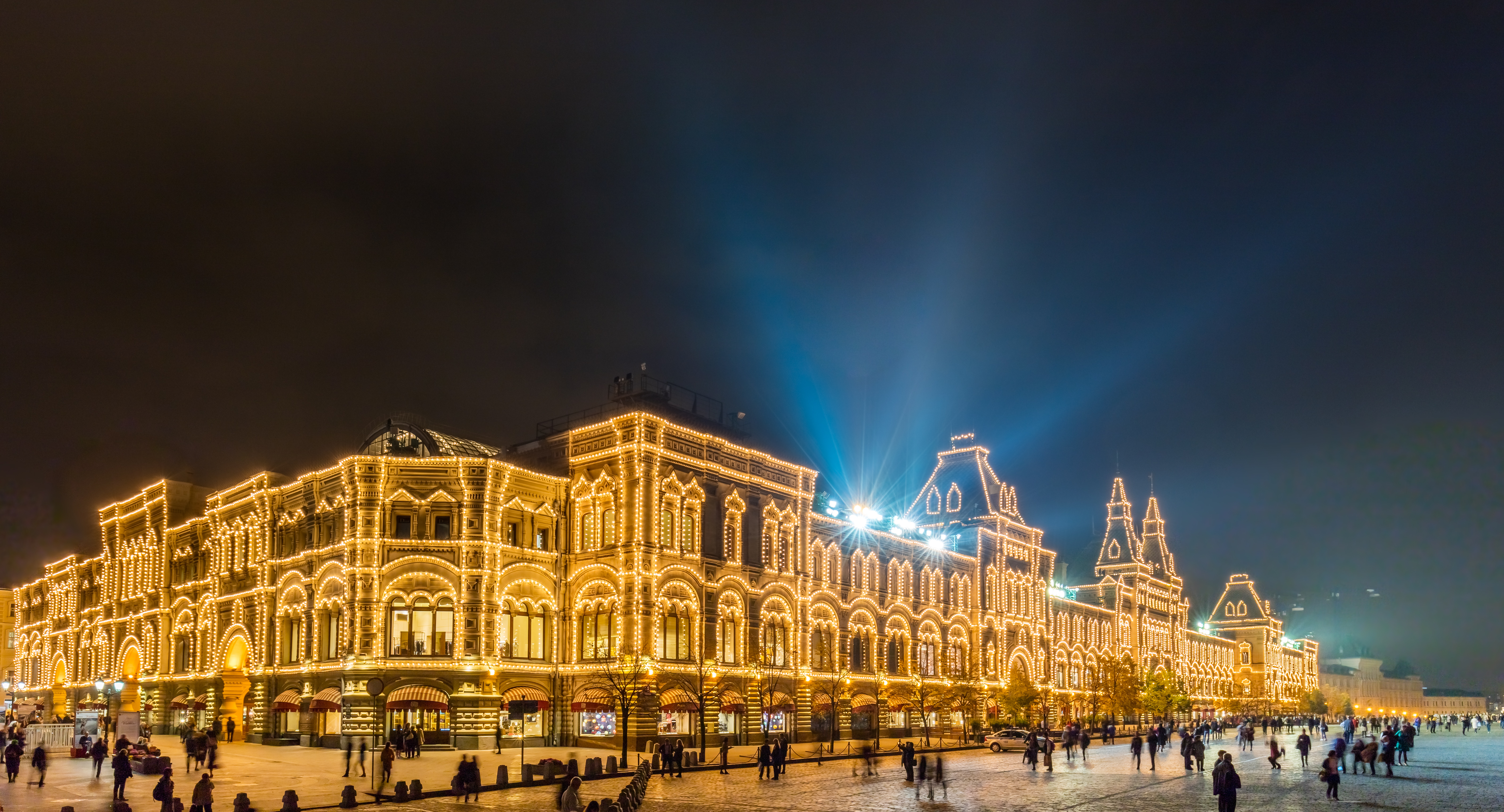
Ночной вид со стороны Красной площади
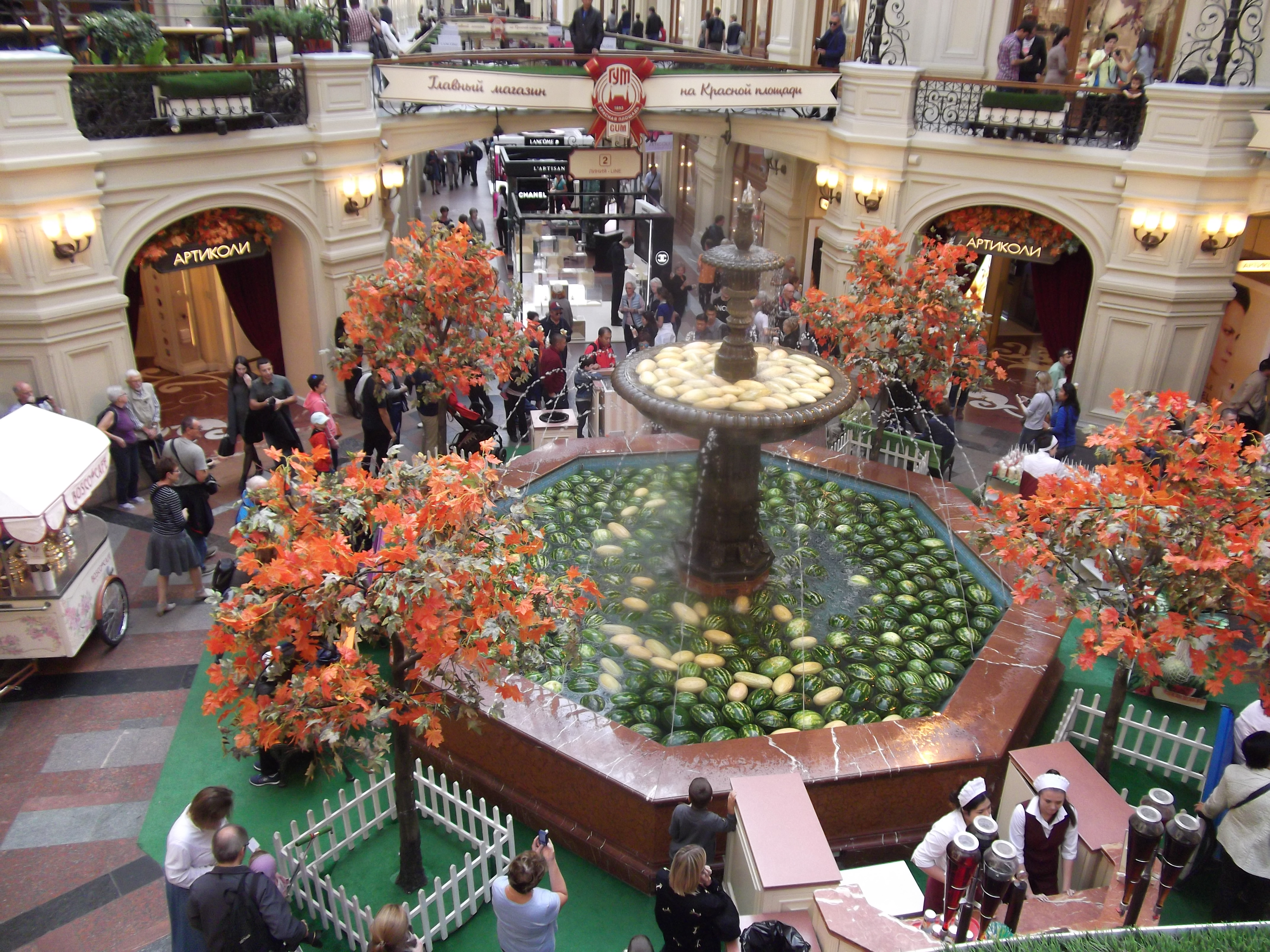
Фонтан
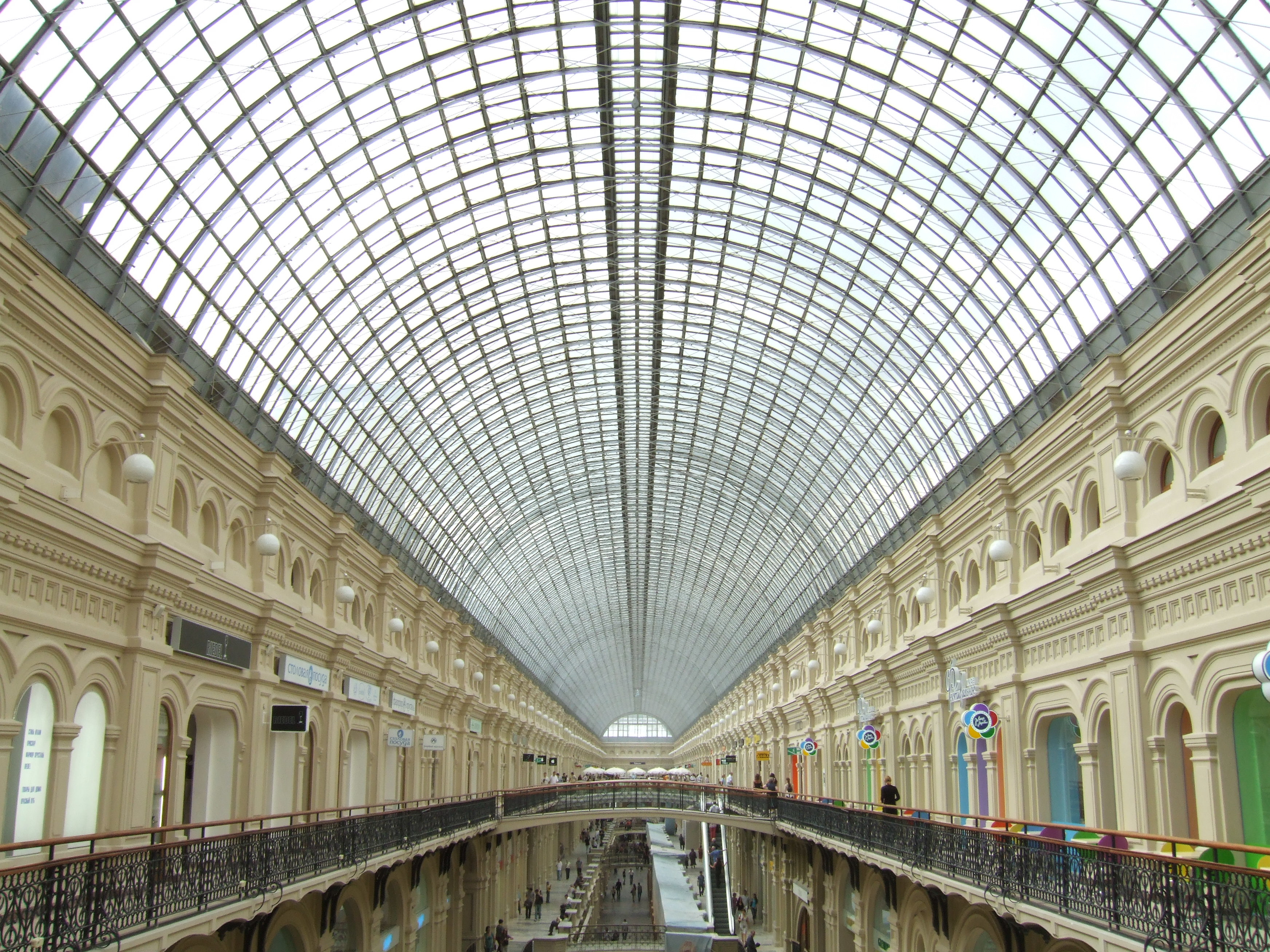
Сетчатая оболочка-перекрытие
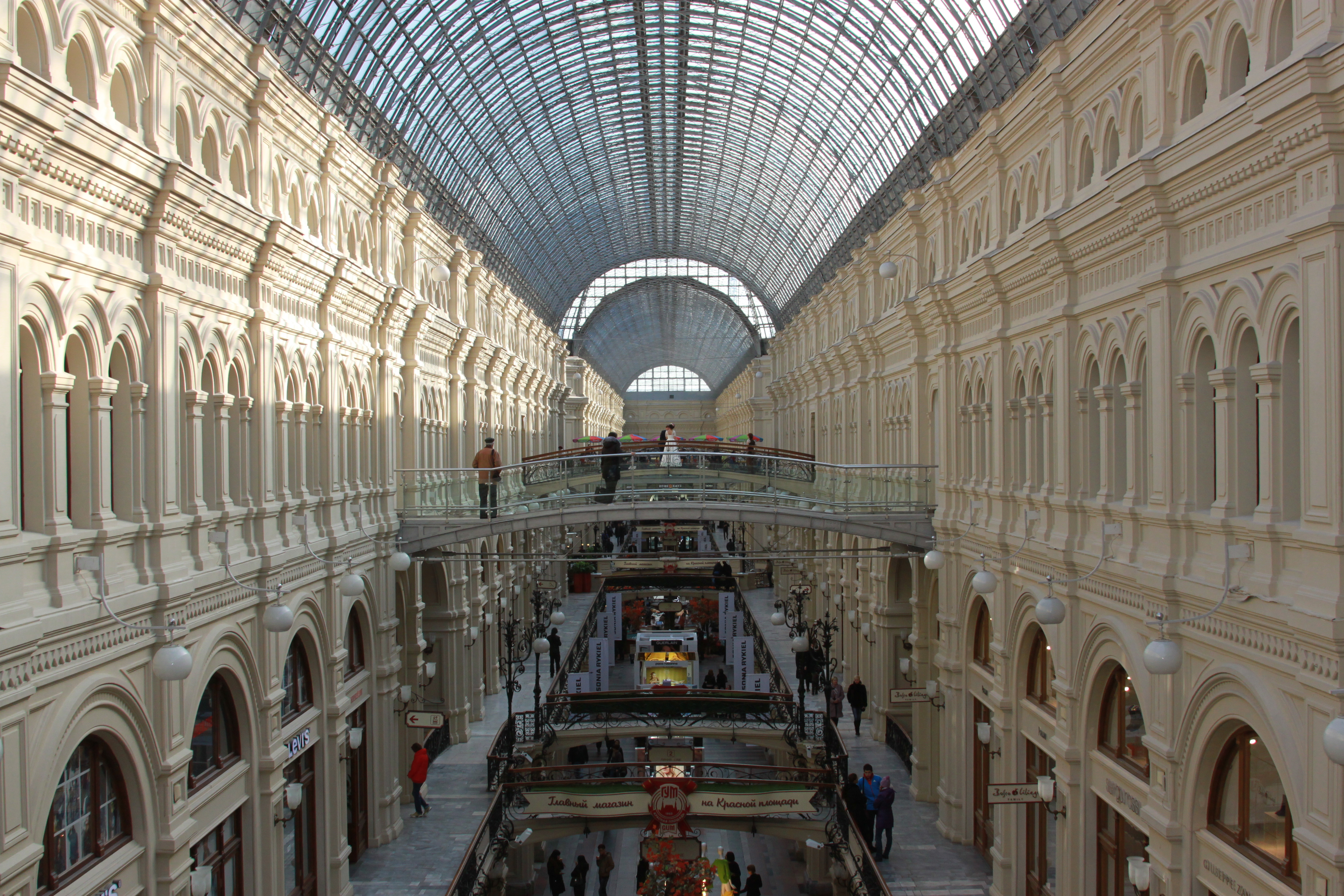
Панорама линий. Вторая линия
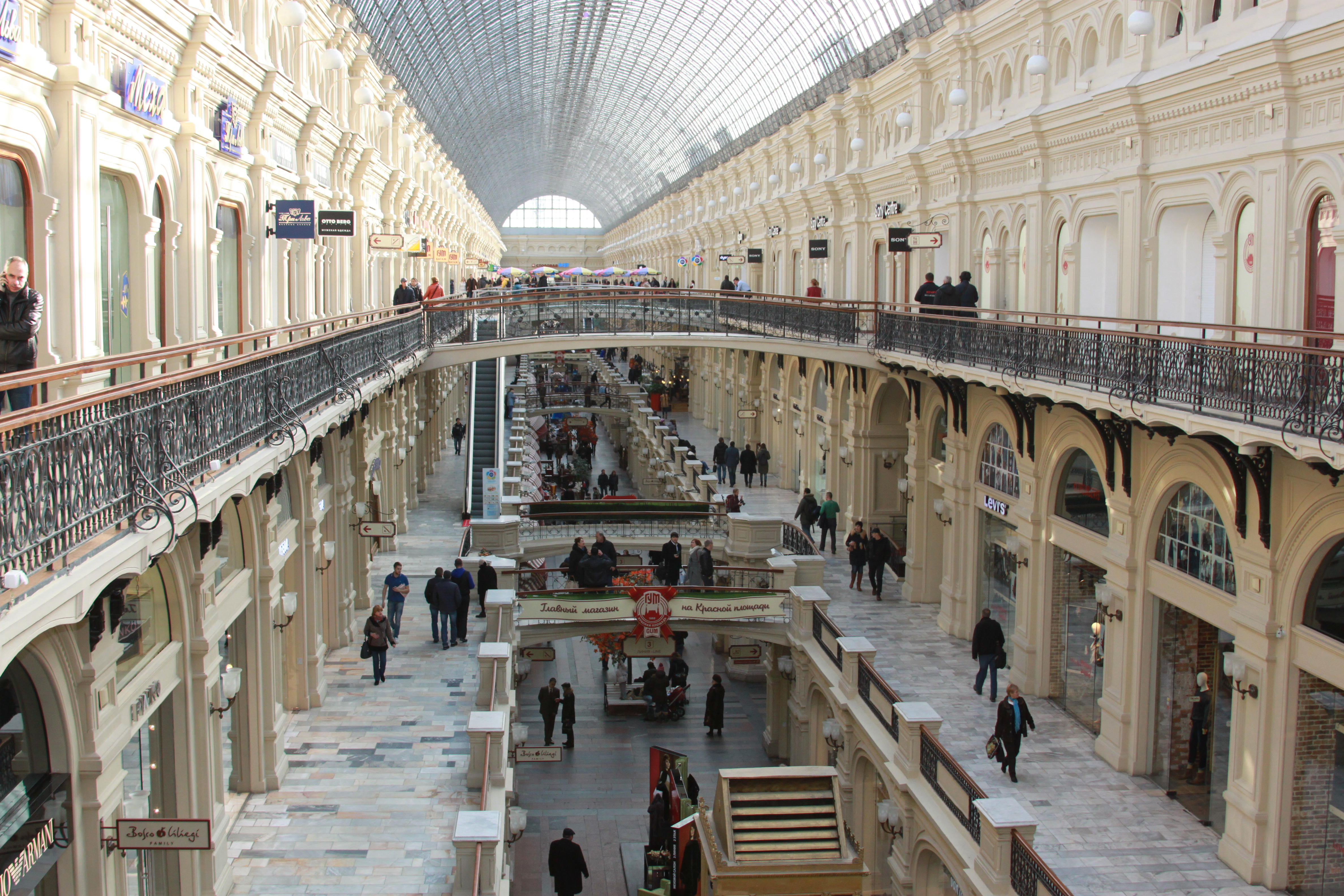
Панорама линий. Третья линия
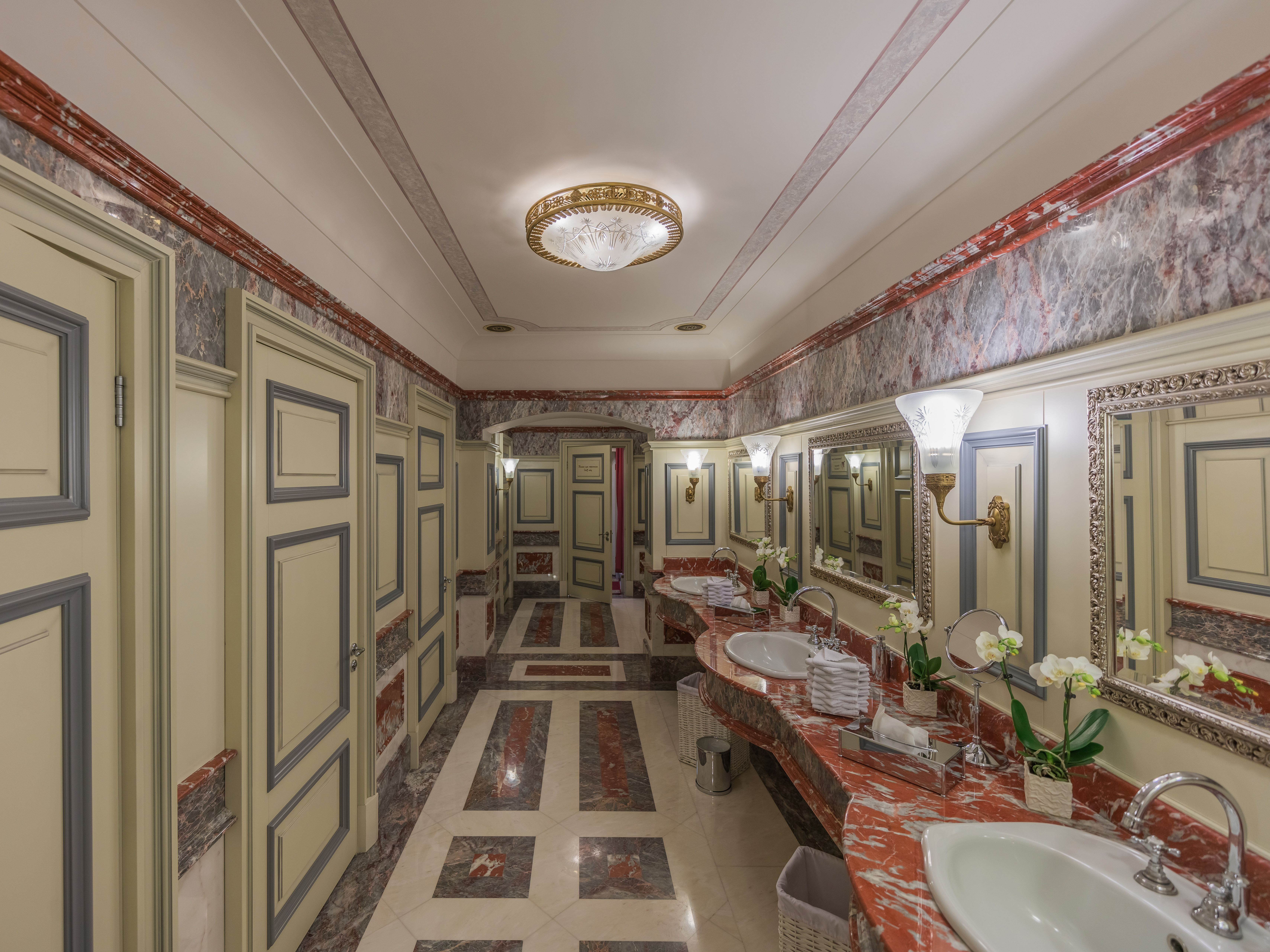
Исторический туалет
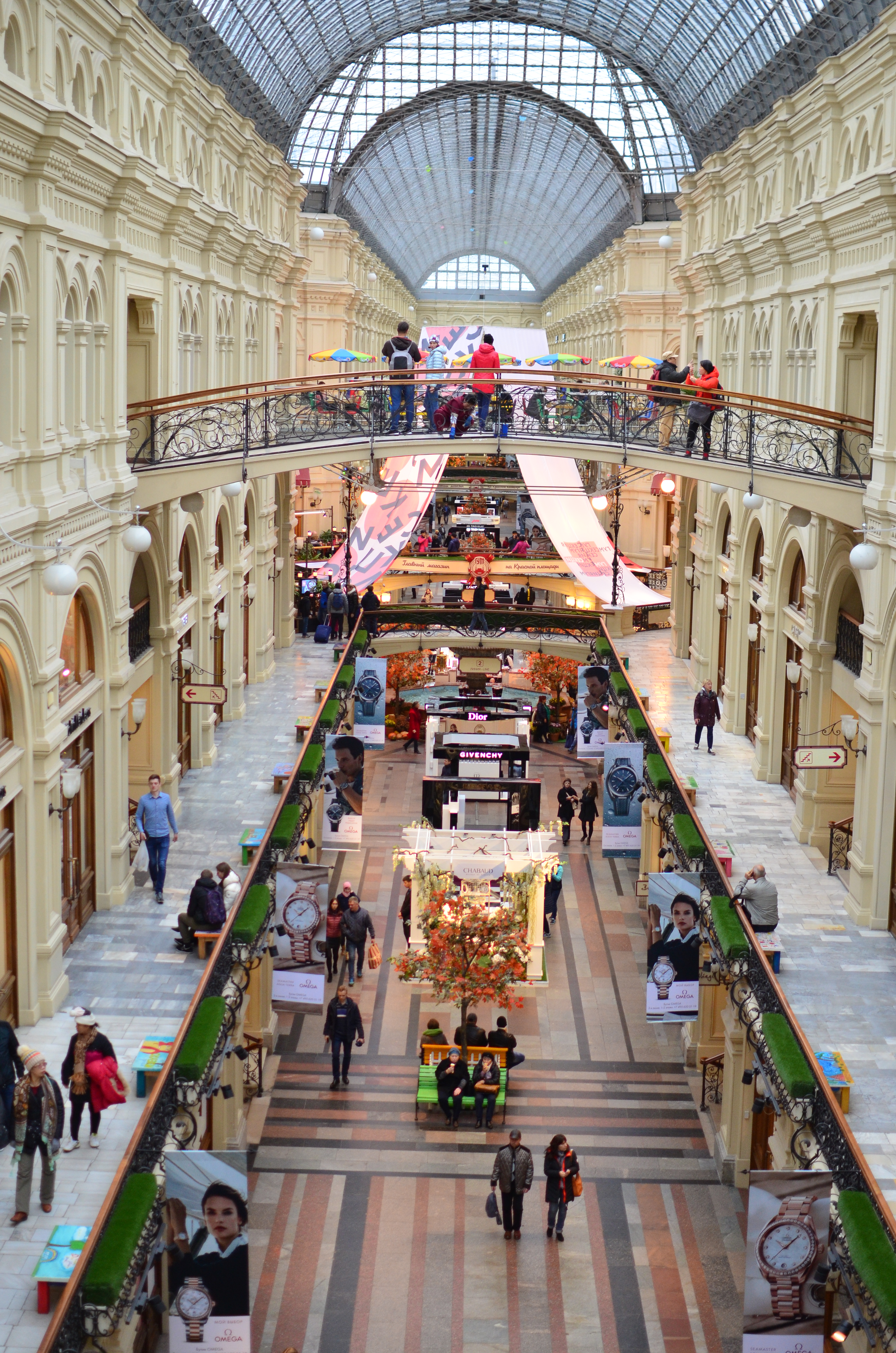
ГУМ. 2017 год
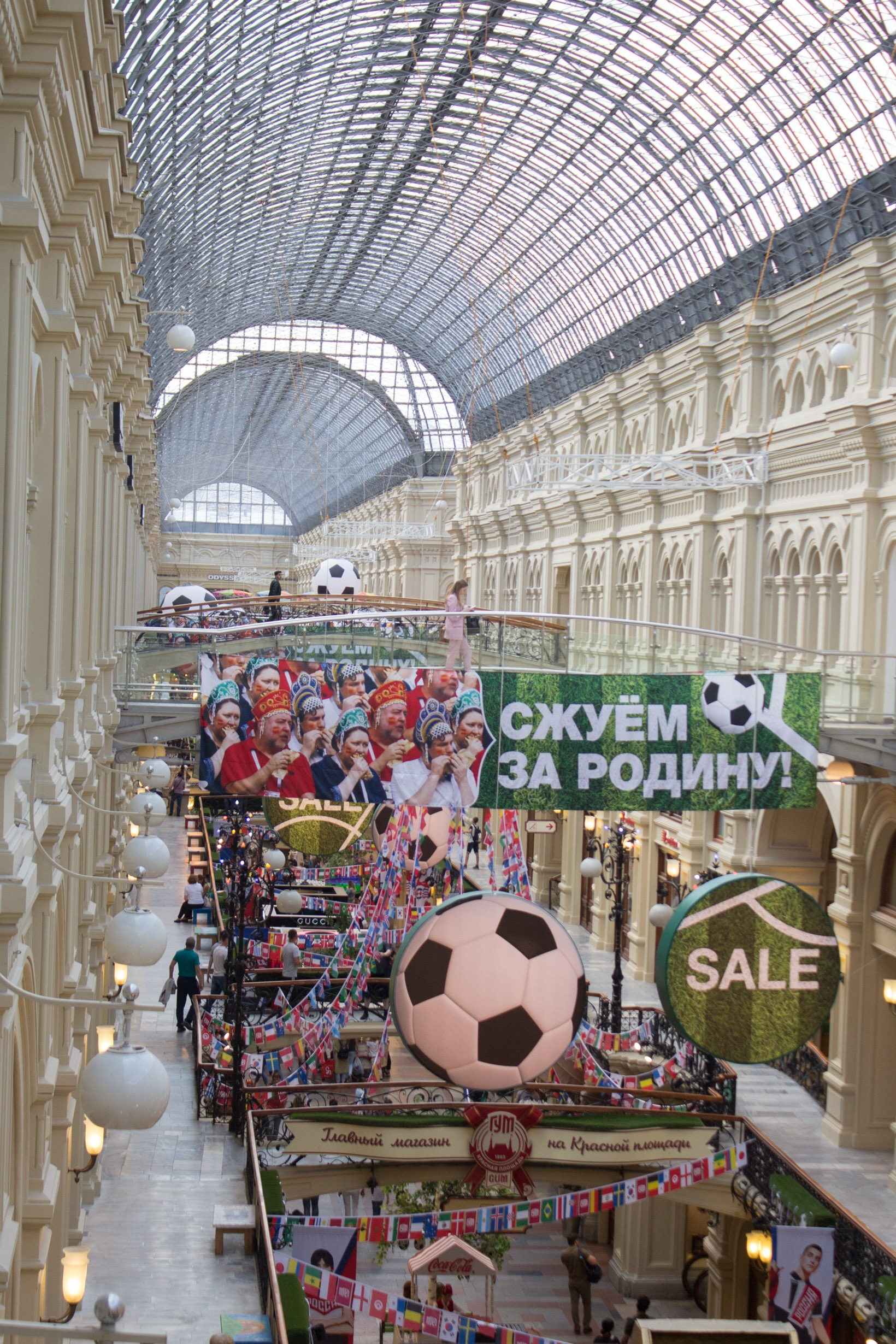
ГУМ в футбольном 2018 году
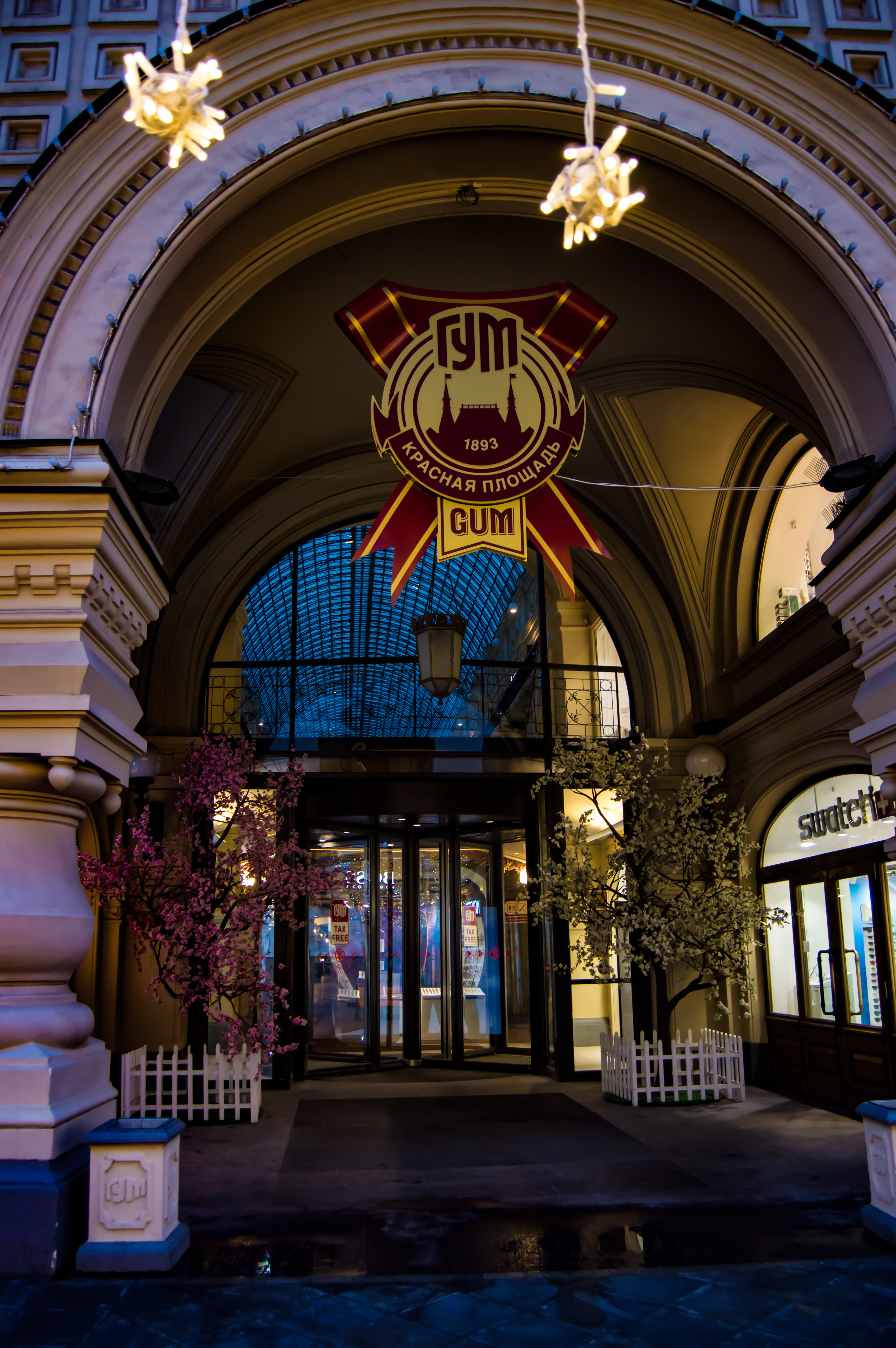
Верхние торговые ряды. Вход вечером
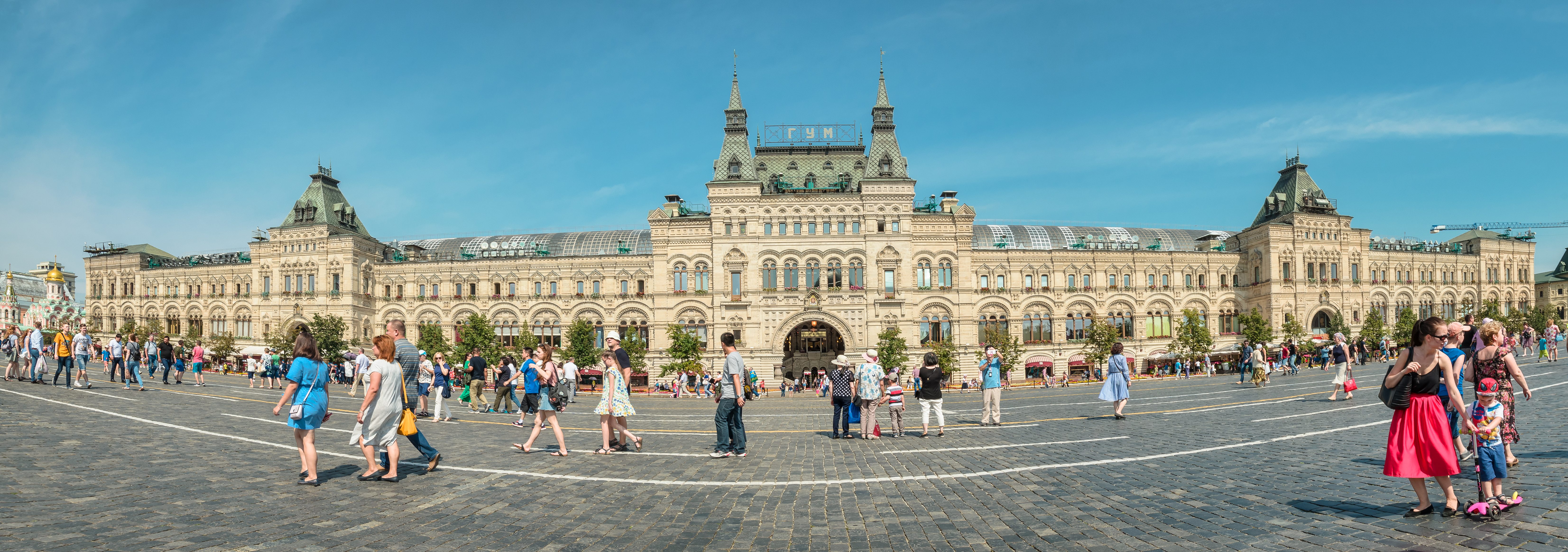
Панорама фасада
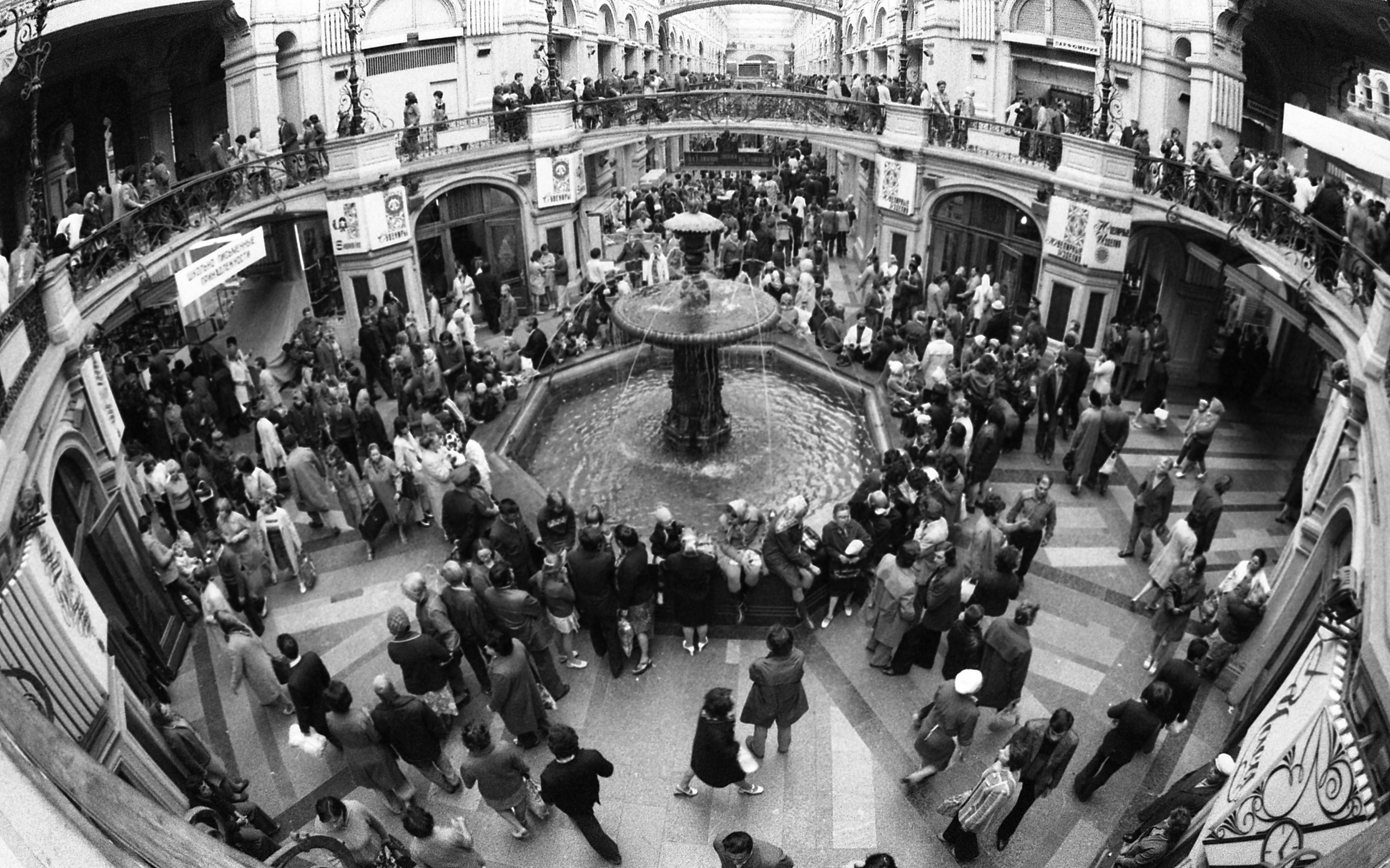
Вокруг фонтана в центре магазина (1976)
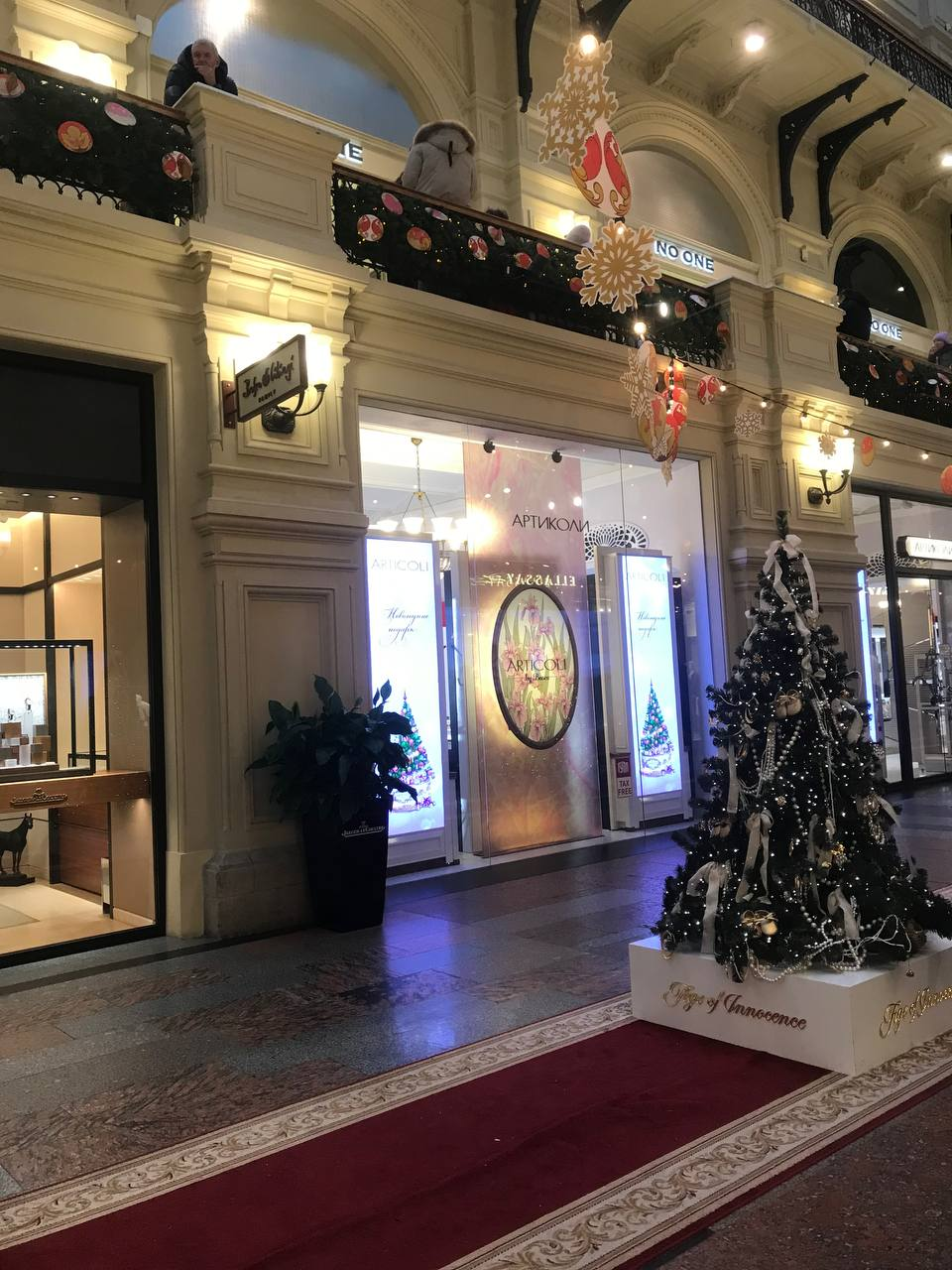
Один из бутиков нишевой косметики